# سنگ‌چشم-کوکوی غبغبکی غربی
سنگ‌چشم-کوکوی غبغبکی غربی یا سنگ‌چشم-کوکوی غبغبکی غنایی (نام علمی: Lobotos lobatus) گونه‌ای از پرندگان تیرهٔ سنگ‌چشم‌کوکویان (Campephagidae) و بومی جنگل‌های گینه بالادست است. زیستگاه طبیعی آن جنگل‌های جلگه‌ای نمناک نیمه‌گرمسیری یا گرمسیری و باتلاق‌های نیمه‌گرمسیری یا گرمسیری است. نابودی زیستگاه آن را تهدید می‌کند.